# Jonathan Cecil
Jonathan Hugh Gascoyne-Cecil (n. 22 februarie 1939, Londra, Anglia, Regatul Unit – d. 22 septembrie 2011, Greater London, Anglia, Regatul Unit) a fost un actor englez de teatru, film și televiziune.

## Filmografie
- Nothing But the Best (1964) – Guards Officer (nemenționat)
- The Ordeal of Richard Feverel (1964) – Giles Jinkson
- The Yellow Rolls-Royce (1964) – Young Man (nemenționat)
- The Great St Trinian's Train Robbery (1966) – Man (nemenționat)
- Otley (1968) – Young Man at Party
- The Rise and Rise of Michael Rimmer (1970) – Spot
- Lust for a Vampire (1971) – Biggs
- To Catch a Spy (1971) – British Attaché
- Up the Front (1972) – Captain Nigel Phipps Fortescue
- Are You Being Served (1975) – Customer
- Barry Lyndon (1975) – Lt. Jonathan Fakenham
- Under the Doctor (1976) – Rodney Harrington-Harrington / Lord Woodbridge
- Joseph Andrews (1977) – Fop One
- Rising Damp (1980) – Boutique Assistant
- Istoria lumii: partea I (1981) –  Poppinjay (segm. Revoluția Franceză)
- Thank You, P.G. Wodehouse (film TV, 1981) - Bertie Wooster
- Farmers Arms (1983) – Mr. Brown
- Și corabia înaintează (And the Ship Sails On, 1983) – Ricotin
- The Wind in the Willows (1983) – (voce)
- Treisprezece la cină (Thirteen at Dinner, film TV, 1985) – cpt. Hastings
- Moartea joacă murdar (Dead Man's Folly, film TV, 1986) – cpt. Hastings
- Crimă în trei acte (Murder in Three Acts, film TV, 1986) – cpt. Hastings
- A doua victorie (The Second Victory, 1987) – cpt. Lowell
- Mica Dorrit: Nimeni nu e de vină (Little Dorrit, 1987) – Magnate on the Bench
- Hot Paint (1988) – Earl of Lanscombe
- Bufonul (The Fool, 1990) – Sir Martin Locket
- ' Cin cin / 'A Fine Romance (1992)
- As You Like It (1992) – Lord
- Late Flowering Lust (film TV) - Mr Fairclough
- Day Release (1997)
- RPM (1998) – Lord Baxter
- Fakers (2004) – Dr Fielding
- Van Wilder 2: Aventurile lui Taj (Van Wilder: The Rise of Taj, 2006) – Provost Cunningham

Seriale TV
- Worzel Gummidge (1980) - Vicar
- Gulliver in Lilliput (1982) - Regele Golbasto
- Alice in Wonderland (1986) - Iepurele Alb
- Murder Most Horrid  (1994) - Mr. Warburton
- The Rector's Wife (1994) - Robert Ramsay (miniserial)
- Just William  (1994) - Rawlings
- One Foot in the Grave (2000) - Mr Gundry
- Victoria & Albert (2001) -  Page
- The Worst Week of My Life (2001) - Alexander
- O săptămână de groază (2005) - Alexander
- Crimele din Midsomer (Midsomer Murders, 2009) - Melville Dodgson